# Dithyrambes pour les temps à venir
Dithyrambes pour les temps à venir est le nom de la septième symphonie du compositeur néerlandais Matthijs Vermeulen.

## Histoire de l'œuvre
Cette symphonie composée entre 1963 et 1965 est la dernière du compositeur. Elle a été créée le 2 avril 1967 à Amsterdam.

## Mouvements
1. Molto vivace
2. Poco meno mosso
3. Subito vivo assai

## Discographie
- Orchestre de la Résidence de La Haye dirigé par Guennadi Rojdestvenski (Chandos).
- Omroep Orchestra et Radio Chamber Orchestra dirigé par Roelof van Driesten en 1984 (Donemus).